# Jon Jones
Jonathan Dwight Jones (Rochester, Nueva York, 19 de julio de 1987), más conocido como Jon «Bones» Jones, es un artista marcial mixto estadounidense retirado de  Ultimate Fighting Championship (UFC), es el ex Campeón Mundial de Peso Pesado de UFC, además de haber sido Campeón Mundial de Peso Semipesado de UFC en dos ocasiones, habiendo ostentado el título desde marzo de 2011 a abril de 2015 y  desde diciembre de 2018 a agosto de 2020. Jones es reconocido como el mejor peleador de artes marciales mixtas de todos los tiempos por muchos peleadores, periodistas, analistas del deporte y por la misma UFC.
Jones se convirtió en el campeón más joven en la historia de UFC con su victoria titular sobre Maurício Rua a los 23 años de edad. Ostenta varios récords en la división de peso semipesado de UFC, incluyendo la mayor cantidad de defensas titulares, mayor cantidad de victorias, y la racha de victorias más larga. Durante la mayor parte de su reinado de campeonato, Jones ha sido altamente reconocido como uno de los mejores peleadores libra por libra del mundo. Nunca habiendo sido finalizado ni vencido por decisión, la única derrota profesional de Jones es una controversial descalificación contra Matt Hamill; un resultado que tanto Hamill como el presidente de UFC Dana White cuestionaron.
Entre 2015 y 2017, Jones se involucró en una serie de controversias, perdiendo su título tres veces como resultado de acciones disciplinarias. Fue primeramente despojado de su título y eliminado de los rankings de UFC en 2015 después de haber sido arrestado por cargos de choque con fuga. Sus regresos posteriores a UFC en 2016 y 2017 lo vieron emerger victorioso en peleas titulares contra Ovince Saint Preux y Daniel Cormier, pero ambos terminaron después de que Jones diera positivo por sustancias prohibidas y recibiera suspensiones adicionales, con la última siendo cambiada a 'sin resultado'. Después de que su suspensión de 2017 terminara, Jones recuperó el campeonato en 2018 derrotando a Alexander Gustafsson. Voluntariamente dejó vacante su título en 2020, citando la intención de subir a peso pesado. En 2023, después de una ausencia de tres años, Jones regresó y ganó el Campeonato Mundial de Peso Pesado de UFC luego de derrotar a Ciryl Gane.

## Carrera de artes marciales mixtas

### Ultimate Fighting Championship
Jones hizo su debut ante André Gusmão en UFC 87 el 9 de agosto de 2008. Jones tomó la pelea con dos semanas de antelación como reemplazo de último momento para Tomasz Drwal. Hizo una actuación impresionante con derribos, codazos giratorios y una patada giratoria. Jones se llevó la victoria por decisión unánime.
En su segunda pelea, Jones se enfrentó contra el veterano Stephan Bonnar en UFC 94 el 31 de enero de 2009. Jones demostró unas habilidades superiores de lucha libre ejecutadas con derribos y golpeos potentes incluyendo un suplex. Jones aseguró una de las piernas de Bonnar y consiguió conectar un codazo que casi noqueó a su oponente en la primera ronda. Aunque pareció cansarse en la tercera ronda, Jones se anotó otra victoria por decisión unánime.
La tercera pelea de Jones en UFC fue contra Jake O'Brien en UFC 100 el 11 de julio de 2009. Jones controlaba la mayor parte de la pelea con intentos de derribo de su oponente. Jones se quedó en el exterior, ejerciendo su ventaja de alcance y la búsqueda de su rango hacia el final de la primera ronda con su jab de derecha y patadas altas y bajas. Jones aseguró la victoria con una sumisión de guillotina.
En septiembre de 2009, Jones fue premiado por sus victorias con un nuevo contrato de cuatro peleas con el UFC.
El 5 de diciembre de 2009, Jones se enfrentó contra su compatriota de peso semipesado Matt Hamill en The Ultimate Fighter: Heavyweights Finale. A pesar de dominar la pelea, Jones fue descalificado por el uso de múltiples codos. Las Normas Uniformes de las Artes Marciales Mixtas prohíben que el codo vaya en picado, y Jones fue inicialmente sólo sancionado con un punto. Sin embargo, debido a que Hamill no pudo continuar debido a una luxación de hombro, Jones fue descalificado por estos codos. En consecuencia, el vídeo fue revisado y demostró que los codos de Jones a Hamill habían dañado la nariz de este último (ensangrentada y desgarrada). Esta fue la primera vez que la comisión de Nevada ha utilizado su norma recientemente promulgada de poder ver una repetición instantánea, en la que la decisión del árbitro fue apoyada por la comisión que utilizó una repetición a cámara lenta para revisar los codos.
En su siguiente pelea Jones se enfrentó a Brandon Vera el 21 de marzo de 2010 en UFC Live: Vera vs Jones. Jones ganó la pelea por nocaut técnico causado por un codazo en la cara de Vera seguido de golpes en la primera ronda. El codo de Jones rompió la cara de Vera en tres partes. Tras el evento, Jones ganó el premio al KO de la Noche.
Su siguiente pelea fue contra Vladimir Matyushenko el 1 de agosto de 2010 en UFC Live: Jones vs. Matyushenko. El presidente de UFC Dana White prometió a Jones "un enorme paso en la UFC", si derrotaba a Matyushenko.
Después de la pelea contra Matyushenko, el presidente de UFC Dana White dijo: "Vladimir Matyushenko es un tipo al que tengo mucho respeto y no pensé que iba a ser tan fácil para Jones. Jones es el verdadero negocio y él sólo se catapultó esta noche entre los ocho mejores del mundo. Esta noche se solidificó. Para entrar y hacer lo que le hizo a Vladimir Matyushenko, y hacer que parezca tan fácil como lo hizo esta noche, lo consolida. Este chico es uno de los ocho primeros semipesados de la UFC. Tiene que tener cabeza, mantener la concentración y seguir haciendo todas las cosas correctas en el entrenamiento. Es inteligente, buscando el bien. Se va a hacer un montón de dinero y este chico lo va a hacer muy bien. Ahora mismo, en la división de las 205 libras, todos estos chicos están luchando entre sí. Cuando el humo se disipa y el polvo se asiente, Jon Jones luchará contra uno de los ocho chicos para su próxima pelea". Después de derrotar a Matyushenko, Jones dijo que quería un oponente "top-tres" para su próxima pelea.
Jones mencionó en una entrevista se enfrentaría al ganador de Antonio Rogerio Nogueira vs. Ryan Bader. Los informes de que Jones había sido ofrecido a pelear con Nogueira y rechazó la oportunidad resultó ser falso. En una entrevista, Jones también dijo que había sido informado por Dana White y Lorenzo Fertitta que si él acababa sus dos peleas siguientes, probablemente recibiría una oportunidad por el título.
Dana White confirmó que Jones pronto se enfrentaría al ganador del reality The Ultimate Fighter Ryan Bader el 5 de febrero de 2011 en UFC 126. Jones derrotó a Bader lo que supuso la primera derrota profesional de Bader debido a un estrangulamiento de guillotina. Jones fue galardonado con la Sumisión de la Noche.
Tras la victoria de Jones sobre Bader, se reveló que sería aspirante al título ya que su compañero de entrenamiento Rashad Evans había sufrido una lesión en la rodilla entrenando, y no sería capaz de competir en su pelea programada por el título contra el campeón de peso semipesado Maurício "Shogun" Rua. Joe Rogan le dijo a Jones después de su pelea contra Bader que iba a reemplazar a Evans en la pelea por el Campeonato de Peso Semipesado de UFC.

#### Campeonato Mundial de Peso Semipesado de UFC
En UFC 128, Jones derrotó a Maurício Rua por nocaut técnico a los 2:37 de la 3ª ronda para convertirse en el campeón más joven de la historia de la UFC. Después de un rodillazo volador que hirió gravemente a Shogun. Maurício Rua fue dominado en las tres rondas.
Su primera defensa del título se esperaba que fuera el 6 de agosto de 2011 en UFC 133 contra su antiguo amigo y compañero Rashad Evans, pero Jones fue baja por una lesión en la mano. Fue anunciado inicialmente que la lesión en la mano requería cirugía, pero Jones optó por el descanso y la rehabilitación sin necesidad de cirugía después de nuevas consultas con los médicos. La lesión de Jones le mantuvo fuera de acción hasta finales de 2011, pero en lugar de eso hizo su primera defensa del título contra Quinton Jackson el 24 de septiembre de 2011 en UFC 135. Jones derrotó a Jackson por sumisión en el minuto 1:14 de la 4ª ronda. Jones se convirtió en el primer peleador de UFC en hacer rendirse a Jackson. Jones la ha descrito como su pelea favorita.
Jones vs. Evans estaba en marcha por segunda vez el 10 de diciembre de 2011 en UFC 140. Sin embargo, una persistente lesión en el pulgar de Evans hizo que se cambiara de oponente y fue reemplazado por Lyoto Machida en el mismo evento. Jones defendió con éxito el título de peso semipesado tras someter a Machida con una brutal guillotina de pie que haría caer inconsciente a Machida en el minuto 4:26 de la segunda ronda.
Jones derrotó a su rival y excompañero de equipo Rashad Evans por decisión unánime (49-46, 49-46, 50-45) el 21 de abril de 2012 en UFC 145. Durante la rueda de prensa posterior a la pelea, Dana White confirmó que el próximo rival de Jones sería Dan Henderson.
La pelea Jones vs. Henderson se esperaba que tuviera lugar en UFC 151, pero una lesión de Henderson le retiró de la pelea. Como reemplazo se le ofreció pelear contra Chael Sonnen pero Jones rechazó la pelea. El evento UFC 151 fue posteriormente cancelado. Más tarde se informó de que Henderson se lesionó tres semanas antes del evento, pero mantuvo la lesión en secreto mientras él todavía tenía la esperanza de competir. Sin embargo, él se vio forzado a retirarse después de una sesión de entrenamiento para evaluar su condición.
La revancha con Lyoto Machida se anunció para el 22 de septiembre de 2012 en UFC 152, pero este rechazó la pelea debido a la falta de tiempo para entrenar antes de la pelea. En vez de Machida, Jones defendió el campeonato contra Vitor Belfort el 22 de septiembre de 2012 en UFC 152. Jones abrió sus puertas como favorito para llevarse (13-a-1) la pelea. A pesar de casi ser derrotado a través de una llave de brazo en la primera ronda, Jones defendió con éxito el cinturón contra el brasileño. Jones ganó por una sumisión (llave americana). Esa noche Jones igualó a Chuck Liddell en el número de defensas del título. Jones también ganó 65.000$ por la Sumisión de la Noche.
Jones se enfrentó a Chael Sonnen en UFC 159 por el Campeonato de Peso Semipesado de UFC. Jones derrotó a Sonnen en la primera ronda por nocaut técnico a base de codazos y golpes. Tras la pelea, Jones tenía el dedo pulgar del pie derecho roto por lo que requeriría reposo.

#### Récord consecutivo de defensas del título semipesado
Jones se enfrentó a Alexander Gustafsson el 21 de septiembre de 2013 en UFC 165 por el Campeonato de Peso Semipesado de UFC. Jones derrotó a Gustafsson por decisión unánime. Tras la actuación de ambos peleadores, la pelea obtuvo el premio a la Pelea de la Noche.
Jones se enfrentó a Glover Teixeira el 26 de abril de 2014 en UFC 172 por el Campeonato de Peso Semipesado de UFC. Jones ganó la pelea por decisión unánime.
El 3 de enero de 2015, Jones se enfrentó a Daniel Cormier en UFC 182. Jones ganó la pelea por decisión unánime, reteniendo así el título. Tras el evento, ambos peleadores ganaron el premio a la Pelea de la Noche. Durante el combate, Jones logró ser el primer hombre en derribar a Cormier en un combate.

#### Despojado del título
Jones tenía previsto enfrentarse a Anthony Johnson el 23 de mayo de 2015 en UFC 187. Sin embargo, unas semanas antes del evento, Jones fue suspendido de forma indefinida y despojado de su título debido a su involucración en un accidente de tránsito en el que resultó herida una persona y Jones fue acusado de abandonar el lugar del siniestro.

#### Retorno de suspensión y campeonato interino
El 23 de abril de 2016, Jones tenía previsto enfrentar a Daniel Cormier en su regreso de suspensión. Sin embargo, el 1 de abril, Cormier se retiró de la pelea debido a una lesión y fue reemplazado por Ovince St. Preux en lo que sería una pelea por el campeonato interino de peso semipesado en UFC 197. Jones ganó la pelea por decisión unánime.

#### Nueva suspensión
El 9 de julio de 2016, se celebró UFC 200, el evento más grande de la historia de la UFC en el que Jones debía enfrentar a Daniel Cormier por el campeonato semipesado de la UFC, sin embargo, dos días antes del evento, sale a la luz un positivo por dopaje de Jones y este fue retirado de la cartelera. 
Jones fue reemplazado por Anderson Silva, el cual se enfrentó a Daniel Cormier en una pelea en el que no estaba en juego el título que sigue en posesión de Daniel Cormier.

#### Segundo regreso y tercera suspensión
El 29 de julio de 2017 en el UFC 214, Jones haría su tan esperado regreso después de la suspensión, en una cartelera de lujo. Jones tendría la oportunidad de pelear por el Campeonato de Peso Semipesado de UFC en una pelea contra Daniel Cormier en lo que sería el segundo combate entre ambos. Pelea que Jones ganaría y recuperaría el campeonato semipesado del cual fue despojado por dopaje.
El 22 de agosto, se anunció que la USADA había notificado a Jones por una posible infracción de dopaje, proveniente de su muestra de prueba que se recolectó después del pesaje el 28 de julio. Al parecer, dio positivo a Turinabol, un esteroide anabólico. Jones fue suspendido de forma provisional como resultado de la prueba de drogas positiva. El 13 de septiembre, la USADA confirmó que tanto la muestra "A" como la "B" de Jones dieron positivo por Turinabol. Como resultado, la Comisión Atlética del Estado de California (CSAC) oficialmente revirtió el resultado de la pelea a un "sin resultado". Posteriormente, el presidente de la UFC Dana White tomó la decisión de despojarlo del campeonato de peso semipesado y devolvérselo a Daniel Cormier.

#### Tercer regreso de suspensión y segundo reinado como campeón semipesado
El 10 de octubre de 2018, se confirmó que Jones haría su regreso en el UFC 232 en una revancha con Alexander Gustafsson por el vacante Campeonato de Peso Semipesado de UFC. Ganó la pelea por TKO en la tercera ronda convirtiéndose en dos veces campeón semipesado de UFC.
En la primera defensa de su segundo reinado como campeón de peso semipesado de UFC, Jones se enfrentó a Anthony Smith el 2 de marzo de 2019, en el evento principal de UFC 235. Jones dominó la pelea, pero se le restaron dos puntos en la cuarta ronda luego de un rodillazo ilegal a la cabeza de Smith mientras se le consideraba un oponente derribado. Ganó la pelea por decisión unánime con los tres jueces anotando la pelea 48-44 a favor de Jones.
El 6 de julio de 2019, Jones se enfrentó a Thiago Santos en el evento principal de UFC 239. En una pelea cerrada, Jones derrotó a "Marreta" Santos por decisión dividida y retuvo el Campeonato de Peso Semipesado de UFC. 2 jueces calificaron la pelea 48-47 a favor de Jones y el otro 48-47 a favor de Santos.
El 8 de febrero de 2020, Jones se enfrentó al entonces retador invicto Dominick Reyes en UFC 247. Después de una pelea muy cerrada y en una muy controversial decisión, Jones derrotó a Reyes por decisión unánime acabando así con el invicto de Reyes y consumando su tercera defensa del título exitosa en su segundo reinado como campeón de peso semipesado.
El 17 de agosto de 2020, Jon Jones anunció que dejaba vacante el título de las 205 libras para subir de categoría y buscar nuevos retos en el peso pesado.

#### Reinado como campeón de peso pesado
Luego de 3 años de ausencia, Jones finalmente hizo su debut en peso pesado enfrentando a Ciryl Gane por el Campeonato Vacante de Peso Pesado de UFC el 4 de marzo de 2023, en UFC 285. Además del anuncio de esta pelea, se reveló que Jones firmó un nuevo contrato de 8 peleas con la promoción. En su debut en la división de peso pesado, Jones pesó 248 libras. Jones ganó la pelea y el título en sólo 2 minutos del primer asalto por sumisión. Esta victoria lo hizo merecedor de su segundo premio de Actuación de la Noche.
Jones estaba programado para hacer la primera defensa de su título de peso pesado contra el dos veces Campeón Mundial de Peso Pesado de UFC Stipe Miocic el 11 de noviembre de 2023, en UFC 295. Sin embargo, Jones se vio obligado a retirarse de la pelea tres semanas antes del evento luego de sufrir un desgarro de tendón pectoral en un entrenamiento .
Un año después de su lesión, la pelea entre Jones y Miocic ha sido reprogramada para el 16 de noviembre de 2024, en UFC 309.
El 21 de junio de 2025, en la conferencia de prensa del UFC on ABC: Hill vs. Rountree Jr., Dana White anunció que Jon Jones oficialmente se retiraba del deporte, cediendo el campeonato de peso pesado por obligación, al campeón interino Tom Aspinall sin haberlo enfrentado para defender el cinturón.

## Estilo de pelea

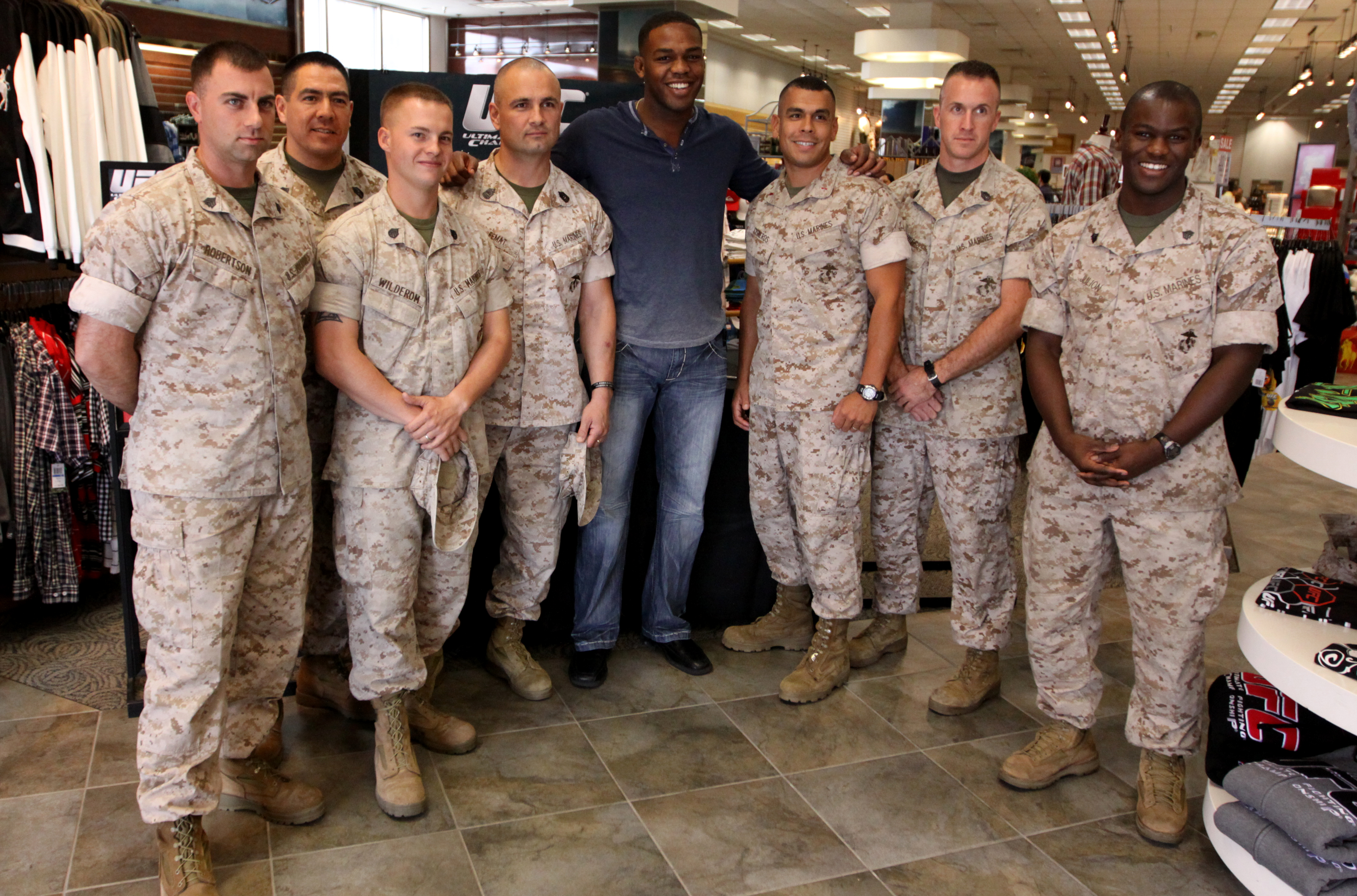
Jon Jones posando con Marines en Camp Pendleton en 2010

Jones se caracteriza por su tremenda adaptabilidad y su técnica impecable, siendo descrito como "uno de los peleadores más dinámicos, innovadores, y en constante evolución en la historia del MMA" y "quizás el mejor peleador de artes marciales mixtas en subir el octágono". Jones utiliza su largo alcance y su wrestling defensivo para conectar codazos con un estilo creativo y poco ortodoxo.
Utiliza su diversas técnicas de pateo, favoreciendo las front kicks al cuerpo y a la cabeza, roundhouse kicks a las piernas y al pecho, y su técnica más conocida, la "patada oblicua", un movimiento controversial que apunta a la rodilla del oponente. La patada oblicua fue una técnica popularizada por Bruce Lee, quien Jones cita como una inspiración. Jones también destaca en el clinch, donde es hábil en controlar los brazos de sus oponentes, logrando conectar codazos y rodillazos. En el suelo, tiene un excelente control de la posición, logrando encontrar aperturas para conectar golpes y codazos.

## Vida personal
Jones y su novia tienen dos hijas: Leah, nacida el 11 de julio de 2008 y Carmen Nicole Jones, nacida en diciembre de 2009, que lleva el nombre de su difunta hermana, Carmen. Jones es cristiano.
El hermano mayor de Jones, Arthur, es jugador de los Indianapolis Colts. El hermano menor de Jones, Chandler, es actualmente jugador de los Las Vegas Raiders. Su hermana mayor, Carmen, murió de tumor cerebral antes de cumplir los dieciocho años.
El 19 de marzo de 2011, Jones estaba camino de Great Falls Historic Park en Paterson, Nueva Jersey, donde planeaba meditar varias horas antes de su pelea contra Maurício "Shogun" Rua en UFC 128. Estuvo acompañado por sus entrenadores Mike Winkeljohn y Greg Jackson. Después de bajar de su coche, Jones observa una pareja de ancianos pidiendo ayuda a gritos. La mujer informó a Winkeljohn que un hombre había roto la ventana de su coche y se había escapado con su GPS. Jones, junto con sus dos entrenadores, persiguieron al ladrón. Jones lo atrapó y lo retuvo hasta que llegó la policía.
En la madrugada del 19 de mayo de 2012, Jones estrelló su Bentley Continental GT contra un poste en Binghamton, Nueva York. Jones fue arrestado por conducir bajo la influencia del alcohol y fue rescatado varias horas más tarde por su madre. Él se declaró culpable de estar bajo los efectos del alcohol.
El 8 de agosto de 2012, Jones se convirtió en el primer competidor de artes marciales mixtas en ser patrocinado por Nike en el ámbito internacional. Anderson Silva y Yoshihiro Akiyama han firmado acuerdos regionales con Nike en el pasado, pero Jones fue el primero en representar a Nike a nivel mundial, contrato que perdió por ser hallado culpable de dopaje. También es el primer peleador en la historia de MMA en tener su propia línea de calzado. Jones es el primer peleador de MMA en representar a Gatorade en el Octágono.

## Campeonatos y logros

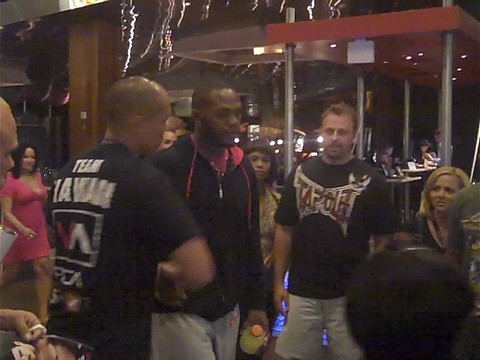
Jon Jones junto a fans en UFC 100 Fan Expo, Mandalay Bay Casino, Las Vegas

### Artes marciales mixtas
- Ultimate Fighting Championship
  - Campeonato Mundial de Peso Pesado de UFC (Una vez)
    - Una defensa titular exitosa

  - Campeonato Mundial de Peso Semipesado de UFC (Dos veces)
    - Once defensas titulares exitosas (total)
      - Ocho defensas titulares exitosas (primer reinado)
      - Tres defensas titulares exitosas (segundo reinado)

  - Campeonato Interino de Peso Semipesado de UFC (Una vez)
  - Reinado de Campeón de Peso Semipesado más largo en la historia de UFC (1501 días)
  - Octavo campeón de múltiples divisiones en la historia de UFC
  - Racha invicta más larga en la historia de UFC (19)[70]
  - Mayor cantidad de victorias consecutivas en la división de peso semipesado de UFC (13)
  - Mayor cantidad de defensas titulares consecutivas en la división de peso semipesado de UFC (8)
  - Mayor cantidad de defensas titulares en la división de peso semipesado de UFC (11)
  - Empatado por la mayor cantidad de defensas titulares exitosas en la historia de UFC (11) (c. Demetrious Johnson)
  - Mayor cantidad de victorias en peleas titulares de UFC (15)
  - Mayor cantidad de peleas titulares de peso semipesado de UFC (15)
  - Mayor cantidad de victorias en peleas titulares de peso semipesado de UFC (14)
  - Mayor cantidad de victorias en la división de peso semipesado de UFC (20)
  - Mayor cantidad de victorias por decisión en la división de peso semipesado de UFC (10)[71]
  - Mayor tiempo de pelea en la historia de la división de peso semipesado de UFC (5:40:15)[71]
  - Mayor canitdad de golpes significantes conectados en la historia de división de peso semipesado de UFC (1463)[71]
  - Mayor cantidad de golpes totlares conectados en la historia de la división de peso semipesado de UFC (1835)[71]
  - Mayor porcentaje de defensa de derribo en la historia de la división de peso semipesado de UFC (95.0%)[71]
  - Cuarto con la mayor cantidad de defensas titulares consecutivas en la historia de UFC (8)
  - Peleador más joven en ganar un campeonato de UFC (23 años, 242 días)[72]
  - Empatado (con Charles Oliveira, Dustin Poirier y Rafael dos Anjos) por quinto con la mayor cantidad de victorias en la historia de UFC (21)
  - Empatado (con Demetrious Johnson) por tercer con la mayor cantidad en peleas titulares de UFC (7)
  - Pelea de la Noche (Cuatro veces) vs. Quinton Jackson, Lyoto Machida, Alexander Gustafsson y Daniel Cormier[73][74][75][76]
  - Nocaut de la Noche (Una vez) vs. Brandon Vera[77]
  - Sumisión de la Noche (Dos veces) vs. Ryan Bader y Vitor Belfort[78][79]
  - Actuación de la Noche (Tres veces) vs. Daniel Cormier, Ciryl Gane y Stipe Miocic[80][81][82]
  - Salón de la Fama de UFC (Ala de Pelea) vs. Alexander Gustafsson en UFC 165[83]
  - Mayor cantidad de dias en el puesto #1 en el pound for pound (1743 dias)
- United States Kickboxing Association
  - Campeonato de Peso Semipesado de USKBA (Una vez)
- Sherdog
  - Peleador Revelación del Año 2009
  - 2010 All-Violence 1st Team
  - 2011 All-Violence 1st Team
  - Paliza del Año 2011 por su victoria sobre Maurício Rua
  - Peleador del Año 2011
  - 2012 All-Violence 1st Team
  - 2013 All-Violence 1st Team
  - Pelea del Año 2013 (vs Alexander Gustafsson) (UFC 165)
  - Salón de la Fama de Artes Marciales Mixtas
- World MMA Awards
  - Peleador Revelación del Año 2010
  - Peleador del Año 2011
  - Peleador del Año 2012
  - Pelea del Año 2013 vs. Alexander Gustafsson at UFC 165
- CombatPress.com
  - Historia Más Grande del Año 2018 (Jon Jones y el Movimiento de UFC 232)[84]
- MMA Fighting
  - Peleador del Año 2013 (vs Alexander Gustafsson) (UFC 165)
- MMAInsider.net
  - Pelea del Año 2013 (vs Alexander Gustafsson) (UFC 165)
- FoxSports.com
  - Pelea del Año 2013 (vs Alexander Gustafsson) (UFC 165)
- Yahoo! Sports
  - Pelea del Año 2013 (vs. Alexander Gustafsson) (UFC 165)
- MMAWeekly.com
  - Pelea del Año 2013 (vs. Alexander Gustafsson) (UFC 165)
  - Peleador Comeback del Año 2018[85]
- MMAjunkie.com
  - Pelea del Año 2013 (vs. Alexander Gustafsson) (UFC 165)
  - Pelea del Mes de Enero 2015 vs. Daniel Cormier
- ESPN
  - Peleador del Año 2011
  - Peleador del Año 2013 (vs. Alexander Gustafsson) (UFC 165)
- Wrestling Observer Newsletter
  - Feudo del Año 2014 vs. Daniel Cormier[86]
  - Pelador Más Destacable de 2011[87]
- Spike Guys' Choice Awards
  - Hombre Más Peligroso de 2011
- FIGHT! Magazine
  - Debutante del Año 2009

### Wrestling amateur
- National Junior College Athletic Association
  - Campeonato Nacional de 197 lbs de la NJCAA desde Iowa Central Community College (2006)
  - NJCAA All-American desde la Iowa Central Community College (2006)
- National High School Coaches Association
  - All-American Senior de NHSCA (2005)
- New York State Public High School Athletic Association
  - Campeonato Estatal de la División I de NYSPHSAA desde la Union-Endicott High School (2005)[88]
- USA Wrestling
  - Campeonato Regional Grecorromano Júnior del Noreste (2004)

## Récord en artes marciales mixtas
| Récord profesional | Récord profesional | Récord profesional |
| 30 peleas          | 28 victorias       | 1 derrota          |
| ------------------ | ------------------ | ------------------ |
| Nocaut             | 11                 | 0                  |
| Sumisión           | 7                  | 0                  |
| Decisión           | 10                 | 0                  |
| Descalificación    | 0                  | 1                  |
| Sin resultado      | 1                  | 1                  |

| Resultado     | Récord   | Oponente             | Método                                       | Evento                          | Fecha                    | Ronda | Tiempo | Localización                | Notas |
| ------------- | -------- | -------------------- | -------------------------------------------- | ------------------------------- | ------------------------ | ----- | ------ | --------------------------- | --- |
| Victoria      | 28–1 (1) | Stipe Miocic         | TKO (patada lateral giratoria y golpes)      | UFC 309                         | 17 de noviembre de 2024  | 3     | 4:29   | Nueva York, Nueva York      | Defendió el Campeonato de Peso Pesado de UFC. Actuación de la Noche. Al igual que Miocic, Jones anunció su retiro, siendo ésta su última pelea. |
| Victoria      | 27–1 (1) | Ciryl Gane           | Sumisión (guillotine choke)                  | UFC 285                         | 4 de marzo de 2023       | 1     | 2:04   | Las Vegas, Nevada           | Debut en peso pesado. Ganó el Campeonato Vacante de Peso Pesado de UFC. Actuación de la Noche. |
| Victoria      | 26–1 (1) | Dominick Reyes       | Decisión (unánime)                           | UFC 247                         | 8 de febrero de 2020     | 5     | 5:00   | Houston, Texas              | Defendió el Campeonato de Peso Semipesado de UFC. Dejado vacante en agosto de 2021. |
| Victoria      | 25–1 (1) | Thiago Santos        | Decisión (dividida)                          | UFC 239                         | 6 de julio de 2019       | 5     | 5:00   | Paradise, Nevada            | Defendió el Campeonato de Peso Semipesado de UFC. |
| Victoria      | 24–1 (1) | Anthony Smith        | Decisión (unánime)                           | UFC 235                         | 2 de marzo de 2019       | 5     | 5:00   | Paradise, Nevada            | Defendió el Campeonato de Peso Semipesado de UFC. A Jones se le descontaron 2 puntos por rodillazos ilegales. |
| Victoria      | 23–1 (1) | Alexander Gustafsson | TKO (golpes)                                 | UFC 232                         | 29 de diciembre de 2018  | 3     | 2:02   | Inglewood, California       | Ganó el Campeonato Vacante de Peso Semipesado de UFC. |
| Sin Resultado | 22–1 (1) | Daniel Cormier       | Sin resultado (anulado por CSAC)             | UFC 214                         | 29 de julio de 2017      | 3     | 3:01   | Anaheim, California         | Por el Campeonato de Peso Semipesado de UFC. Actuación de la Noche. Originalmente una victoria por KO (patada a la cabeza y golpes) para Jones; anulado y despojado del título luego de que diera positivo por un metabolito de turinabol.                  |
| Victoria      | 22–1     | Ovince Saint Preux   | Decisión (unánime)                           | UFC 197                         | 23 de abril de 2016      | 5     | 5:00   | Las Vegas, Nevada           | Ganó el Campeonato Interino de Peso Semipesado de UFC. |
| Victoria      | 21–1     | Daniel Cormier       | Decisión (unánime)                           | UFC 182                         | 3 de enero de 2015       | 5     | 5:00   | Las Vegas, Nevada           | Defendió el Campeonato de Peso Semipesado de UFC. Pelea de la Noche. Extendió el récord de más defensas de título consecutivas de peso semipesado de UFC (8). Jones fue despojado del título en abril de 2015 luego de violar el código de conducta de UFC. |
| Victoria      | 20–1     | Glover Teixeira      | Decisión (unánime)                           | UFC 172                         | 26 de abril de 2014      | 5     | 5:00   | Baltimore, Maryland         | Defendió el Campeonato de Peso Semipesado de UFC. |
| Victoria      | 19–1     | Alexander Gustafsson | Decisión (unánime)                           | UFC 165                         | 21 de septiembre de 2013 | 5     | 5:00   | Toronto                     | Defendió el Campeonato de Peso Semipesado de UFC. Pelea de la Noche. Rompió el récord de más defensas de título consecutivas de peso semipesado de UFC (6). Pelea del Año (2013).                                                                           |
| Victoria      | 18–1     | Chael Sonnen         | TKO (codazos y golpes)                       | UFC 159                         | 27 de abril de 2013      | 1     | 4:33   | Newark, Nueva Jersey        | Defendió el Campeonato de Peso Semipesado de UFC. |
| Victoria      | 17–1     | Vitor Belfort        | Sumisión (americana)                         | UFC 152                         | 22 de septiembre de 2012 | 4     | 0:54   | Toronto                     | Defendió el Campeonato de Peso Semipesado de UFC; Sumisión de la Noche. |
| Victoria      | 16–1     | Rashad Evans         | Decisión (unánime)                           | UFC 145                         | 21 de abril de 2012      | 5     | 5:00   | Atlanta, Georgia            | Defendió el Campeonato de Peso Semipesado de UFC. |
| Victoria      | 15–1     | Lyoto Machida        | Sumisión técnica (standing guillotine choke) | UFC 140                         | 10 de diciembre de 2011  | 2     | 4:26   | Toronto                     | Defendió el Campeonato de Peso Semipesado de UFC; Pelea de la Noche. |
| Victoria      | 14–1     | Quinton Jackson      | Sumisión (rear-naked choke)                  | UFC 135                         | 24 de septiembre de 2011 | 4     | 1:14   | Denver, Colorado            | Defendió el Campeonato de Peso Semipesado de UFC; Pelea de la Noche. |
| Victoria      | 13–1     | Maurício Rua         | TKO (puñetazo al cuerpo y rodillazo)         | UFC 128                         | 19 de marzo de 2011      | 3     | 2:37   | Newark, Nueva Jersey        | Ganó el Campeonato de Peso Semipesado de UFC. Campeón más joven en la historia de UFC (23 años). |
| Victoria      | 12–1     | Ryan Bader           | Sumisión (guillotine choke)                  | UFC 126                         | 5 de febrero de 2011     | 2     | 4:20   | Las Vegas, Nevada           | Sumisión de la Noche. |
| Victoria      | 11–1     | Vladimir Matyushenko | TKO (codazos)                                | UFC Live: Jones vs. Matyushenko | 1 de agosto de 2010      | 1     | 1:52   | San Diego, California       | |
| Victoria      | 10–1     | Brandon Vera         | TKO (codazos y golpes)                       | UFC Live: Vera vs. Jones        | 21 de marzo de 2010      | 1     | 3:19   | Broomfield, Colorado        | KO de la Noche. |
| Derrota       | 9–1      | Matt Hamill          | Descalificación (codazos ilegales)           | The Ultimate Fighter 10 Finale  | 5 de diciembre de 2009   | 1     | 4:14   | Las Vegas, Nevada           | Derrota por descalificación |
| Victoria      | 9–0      | Jake O'Brien         | Sumisión (guillotine choke)                  | UFC 100                         | 11 de julio de 2009      | 2     | 2:43   | Las Vegas, Nevada           | |
| Victoria      | 8–0      | Stephan Bonnar       | Decisión (unánime)                           | UFC 94                          | 31 de enero de 2009      | 3     | 5:00   | Las Vegas, Nevada           | |
| Victoria      | 7–0      | André Gusmão         | Decisión (unánime)                           | UFC 87                          | 9 de agosto de 2008      | 3     | 5:00   | Minneapolis, Minnesota      | |
| Victoria      | 6–0      | Moyses Gabin         | TKO (golpes)                                 | Battle Cage Xtreme 5            | 12 de julio de 2008      | 2     | 1:58   | Atlantic City, Nueva Jersey | Ganó el Campeonato de Peso Semipesado de USKBA. |
| Victoria      | 5–0      | Parker Porter        | KO (golpe)                                   | World Championship Fighting 3   | 20 de junio de 2008      | 1     | 0:36   | Wilmington, Massachusetts   | |
| Victoria      | 4–0      | Ryan Verrett         | TKO (golpes)                                 | USFL: War in the Woods 3        | 9 de mayo de 2008        | 1     | 0:14   | Ledyard, Connecticut        | |
| Victoria      | 3–0      | Anthony Pina         | Sumisión (guillotine choke)                  | Ice Fighter                     | 25 de abril de 2008      | 1     | 1:15   | Worcester, Massachusetts    | |
| Victoria      | 2–0      | Carlos Eduardo       | KO (golpes)                                  | Battle Cage Xtreme 4            | 19 de abril de 2008      | 3     | 0:24   | Atlantic City, Nueva Jersey | Debut en peso semipesado. |
| Victoria      | 1–0      | Brad Bernard         | TKO (golpes)                                 | FFP: Untamed 20                 | 12 de abril de 2008      | 1     | 1:32   | Boxborough, Massachusetts   | Pelea en peso pactado (210 lbs). |

## Récord en grappling de sumisión
| 5 Combates, 5 Victorias (5 Sumisiones) |      |               |                               |                                   |            |                         |              |
| Resultado                              | Rec. | Oponente      | Método                        | Evento                            | División   | Fecha                   | Localización |
| Victoria                               | 5–0  | Dan Henderson | Sumisión (arm-triangle choke) | Submission Underground 2          | Superfight | 10 de diciembre de 2016 | Portland, OR |
| Victoria                               | 4–0  | Rich O'Toole  | Sumisión (guillotine choke)   | NAGA Phoenix                      | Absoluto   | 15 de octubre de 2016   | Phoenix, AZ  |
| Victoria                               | 3–0  | Don Daubert   | Sumisión (guillotine choke)   | NAGA Phoenix                      | Absoluto   | 15 de octubre de 2016   | Phoenix, AZ  |
| Victoria                               | 2–0  | Doug Fournet  | Sumisión (kimura)             | Northeastern Grappler's Challenge | Absoluto   | Enero de 2008           | Ithaca, NY   |
| Victoria                               | 1–0  | Doug Fournet  | Sumisión (kimura)             | Northeastern Grappler's Challenge | Absoluto   | Enero de 2008           | Ithaca, NY   |

## Peleas en Pay-per-view
| N.º            | Evento         | Pelea                  | Fecha                    | Sede                   | Ciudad                       | Compras de PPV |
| -------------- | -------------- | ---------------------- | ------------------------ | ---------------------- | ---------------------------- | -------------- |
| 1.             | UFC 128        | Shogun vs. Jones       | 19 de marzo de 2011      | Prudential Center      | Newark, New Jersey, U.S      | 445.000        |
| 2.             | UFC 135        | Jones vs. Rampage      | 24 de septiembre de 2011 | Pepsi Center           | Denver, Colorado, U.S        | 520.000        |
| 3.             | UFC 140        | Jones vs. Machida      | 10 de diciembre de 2011  | Air Canada Centre      | Toronto, Ontario, Canadá     | 485.000        |
| 4.             | UFC 145        | Jones vs. Evans        | 21 de abril de 2012      | Philips Arena          | Atlanta, Georgia, U.S        | 700.000        |
| 5.             | UFC 152        | Jones vs. Belfort      | 22 de septiembre de 2012 | Air Canada Centre      | Toronto, Ontario, Canada     | 450.000        |
| 6.             | UFC 159        | Jones vs. Sonnen       | 27 de abril de 2013      | Prudential Center      | Newark, New Jersey, U.S      | 530.000        |
| 7.             | UFC 165        | Jones vs. Gustafsson   | 21 de septiembre de 2013 | Air Canada Centre      | Toronto, Ontario, Canadá     | 310.000        |
| 8.             | UFC 172        | Jones vs. Teixeira     | 26 de abril de 2014      | Royal Farms Arena      | Baltimore, Maryland, U.S.    | 350.000        |
| 9.             | UFC 182        | Jones vs. Cormier      | 3 de enero de 2015       | MGM Grand Garden Arena | Las Vegas, Nevada, U.S.      | 800,000        |
| 10.            | UFC 197        | Jones vs. Saint Preux  | 23 de abril de 2016      | MGM Grand Garden Arena | Las Vegas, Nevada, U.S.      | 322.000        |
| 11.            | UFC 214        | Cormier vs. Jones 2    | 29 de julio de 2017      | Honda Center           | Anaheim, California, U.S.    | 860.000        |
| 12.            | UFC 232        | Jones vs. Gustafsson 2 | 29 de diciembre de 2018  | The Forum              | Inglewood, California, U.S.  | 700.000        |
| 13.            | UFC 235        | Jones vs. Smith        | 2 de marzo de 2019       | T-Mobile Arena         | Las Vegas, Nevada, U.S.      | 650.000        |
| 14.            | UFC 239        | Jones vs. Santos       | 6 de julio de 2019       | T-Mobile Arena         | Las Vegas, Nevada, U.S.      | No Revelado    |
| 15.            | UFC 247        | Jones vs. Reyes        | 8 de febrero de 2020     | Toyota Center          | Houston, Texas, U.S.         | No revelado    |
| 16.            | UFC 285        | Jones vs. Gane         | 4 de marzo de 2023       | T-Mobile Arena         | Las Vegas, Nevada, U.S.      | No Revelado    |
| 17.            | UFC 309        | Jones vs. Miocic       | 16 de noviembre de 2024  | MGM Grand Garden Arena | Nueva York, Nueva York, U.S. | No Revelado    |
| Ventas totales | Ventas totales | Ventas totales         | Ventas totales           | Ventas totales         | Ventas totales               | 7.122.000      |